# Лактоферрин
Лактоферрин — полифункциональный белок из семейства трансферринов. Лактоферрин является глобулярным гликопротеином с молекулярной массой около 80 кДа и широко представлен в различных секреторных жидкостях, таких как молоко, слюна, слёзы, секреты носовых желез.
Лактоферрин является одним из компонентов иммунной системы организма, принимает участие в системе неспецифического гуморального иммунитета, регулирует функции иммунокомпетентных клеток и является белком острой фазы воспаления.
Белок взаимодействует с ДНК и РНК, полисахаридами, гепарином, причем некоторые из своих биологических функций лактоферрин проявляет в виде комплексов с этими лигандами.

## Строение и физико-химические свойства

### Строение молекулы лактоферрина
Лактоферрин принадлежит к семейству белков-трансферринов, осуществляющих перенос железа в клетки и контролирующих уровень свободного железа в крови и во внешних секретах. Лактоферрин представлен в молоке человека и других млекопитающих.
Было показано, что помимо молока лактоферрин содержится в плазме крови, нейтрофилах и является одним из основных белков практически всех экзокринных секретов млекопитающих, таких как слюна, желчь, слёзы, секрет поджелудочной железы.
Концентрация лактоферрина в молоке изменяется от 7 мг/мл в молозиве до 1 мг/мл в зрелом молоке.
Согласно данным рентгеноструктурного анализа белок образован одной полипептидной цепью, которая содержит 692 аминокислотных остатка и образует два гомологичных глобулярных домена, называемых N- и С-долями (N-доля, остатки 1–333; C-доля, остатки 345–692), концы которых соединены короткой α-спиралью.
Каждая доля состоит из двух доменов N1, N2 и C1, C2 и содержит один железосвязывающий сайт и один сайт гликозилирования. Степень гликозилирования белка может быть различной, именно поэтому молекулярная масса белка по разным данным составляет от 76 до 80 кДа. Было показано, что устойчивость лактоферрина к деградации протеазами или при низких значениях рН обусловлена высокой степенью гликозилирования белка.
Лактоферрин относят к щелочным белкам, его изоэлектрическая точка составляет 8.7. Белок существует в двух формах – железонасыщенной (холо-ЛФ) и железоненасыщенной (апо-ЛФ), их третичные структуры различны: для апо-ЛФ характерна  “открытая” конформация N-доли и “закрытая” конформация С-доли, а для холо-ЛФ характерна закрытая конформация обеих долей.
Каждая молекула белка может обратимо связывать два иона трехвалентного железа или ионы цинка, меди и других металлов.
Центры связывания локализованы в каждой из двух белковых глобул, составляющих молекулу лактоферрина. В каждой доле атом железа скоординирован с шестью лигандами, четыре из которых предоставлены цепью полипептида (два остатка тирозина, один остаток гистидина и один остаток аспарагиновой кислоты), а оставшиеся две связи железо образует с ионом карбоната или бикарбоната.
Лактоферрин образует с железом комплекс красноватого цвета, его сродство к железу в 300 раз выше, чем сродство трансферрина.
Кроме того, показано, что в слабокислой среде сродство белка к железу повышается, что облегчает переход металла с трансферрина на лактоферрин при воспалении, когда рН тканей снижается за счет молочной и других кислот.
Степень насыщения железом лактоферрина женского молока составляет по оценкам разных авторов от 10 до 30 %. Показано, что белок участвует не только в транспорте ионов железа, цинка и меди, но и в регуляции их всасывания.
Наличие непрочно связанных ионов цинка и меди не влияет на железосвязывающую функцию лактоферрина, и фактически даже усиливает её.

### Полимерные формы
Как в плазме крови, так и в секреторных жидкостях лактоферрин может существовать в виде различных полимерных форм от мономера до тетрамера. Показано, что белок обнаруживает резко выраженную тенденцию к полимеризации in vitro и in vivo, и при высоких концентрациях преобладают полимерные формы лактоферрина.
Кроме того, рядом авторов было обнаружено, что доминирующей формой лактоферрина в физиологических условиях является тетрамер; соотношение мономер : тетрамер при концентрации белка 10−5 М составляет 1 : 4.
Существует предположение, что олигомерное состояние лактоферрина определяется концентрацией данного белка в среде, кроме того, полимеризация лактоферрина строго зависит от присутствия ионов Ca2+. В присутствии ионов кальция и при концентрации белка менее 10−10-10−11 M наблюдали преобладание мономерной формы белка. При концентрациях лактоферрина более 10−9-10−10 M происходил переход в тетрамерную форму.
Титр лактоферрина в крови соответствует величине именно этой “переходной концентрации” и, таким образом, лактоферрин в крови должен быть представлен как в виде мономера, так и тетрамера.
Также было показано, что ряд функциональных свойств лактоферрина определяется олигомерным состоянием молекулы белка. Так, лактоферрин в виде мономера способен к прочному связыванию с ДНК и регуляции процессов гранулопоэза, а тетрамерная форма не связывает ДНК. Есть все основания полагать, что в организации олигомерного состояния белка участвуют слабые взаимодействия — преимущественно гидрофобные и электростатические контакты боковых групп остатков аминокислот молекулы лактоферрина и, возможно, гликозидных остатков белка.

## Биологические функции
Лактоферрин относят к системе врожденного иммунитета, существуют данные о том, что лактоферрин опосредованно вовлечен в процессы клеточного иммунитета. Главные биологические функции белка — это связывание и транспорт ионов железа, но кроме этого лактоферрин обладает антибактериальной, антивирусной, антипаразитарной, различными каталитическими активностями, а также противораковым, антиаллергическим, иммуномодулирующим действиями и радиопротективными свойствами.

### Антибактериальная активность
Наиболее изученным является механизм антибактериальной активности лактоферрина. Антибактериальные свойства белка обусловлены способностью лактоферрина связывать железо и тем самым лишать бактериальную микрофлору необходимого для её роста и жизнедеятельности микроэлемента.
Бактерицидные свойства белка также обусловлены наличием специфических лактоферриновых рецепторов на клеточной поверхности микроорганизмов. Показано, что лактоферрин связывает липополисахариды (ЛПС) бактериальных стенок, а входящая в состав белка окисленная форма железа инициирует их перекисное окисление. Это приводит к изменению мембранной проницаемости и последующему лизису клеток.
Все вышеперечисленные механизмы антибактериального действия лактоферрина напрямую зависят от железосвязывающих свойств белка. Вместе с тем в основе антиинфекционной активности лактоферрина могут лежать и другие механизмы, не зависящие от способности белка связывать ионы железа, например стимулирующее действие лактоферрина на фагоцитоз и влияние на активность комплемента.
Однако наиболее изученным механизмом антибактериального действия белка, не зависящим от его железосвязывающей способности, является специфическое взаимодействие лактоферрина с наружной бактериальной мембраной, которое приводит к гибели клеток бактерий.
Было показано, что белок разрушает бактериальную мембрану и даже проникает внутрь клетки. За специфическое связывание с бактериальной стенкой ответственен лактоферрицин — пептид, расположенный на N-конце молекулы лактоферрина и получаемый in vitro протеолитическим расщеплением белка трипсином.

### Антивирусная активность
Показано, что лактоферрин обладает антивирусной активностью против широкого спектра вирусов человека и животных с ДНК и РНК геномами.
Лактоферрин связывает различные антигены вирусной природы преимущественно в условиях in vitro. На данный момент показано действие белка против вирусов простого герпеса 1 и 2, цитомегаловируса, ВИЧ, вируса гепатита C,< хантавирусов, ротавирусов, полиовирусов первого типа, аденовирусов, респираторного синцитиального вируса, мышиного вируса лейкоза Френда, COVID-19.
Наиболее изученным механизмом антивирусной активности лактоферрина является предотвращение попадания вирусных частиц в клетки-мишени. Многие вирусы имеют тенденцию связывать гепаринсульфат-гликозоаминогликаны и липопротеины мембран эукариотических клеток. После первоначального контакта с клеткой вирусная частица взаимодействует со специфическими вирусными рецепторами и проникает в клетку.
Лактоферрин связывает гепарансульфат-гликозоаминогликаны и липопротеины на поверхности клеток, препятствуя тем самым связыванию с ними вирусных частиц и дальнейшему проникновению вируса в клетку. Интересно, что лактоферрицин, который обеспечивает основные антимикробные свойства лактоферрина, практически не проявляет антивирусной активности, кроме того, апо-ЛФ в большинстве случаев показывает гораздо большее антивирусное действие, чем металлонасыщенный лактоферрин.
Помимо взаимодействия с клеточными рецепторами, лактоферрин напрямую связывает вирусные частицы и препятствует их проникновению в клетки. Это подтверждается наличием антивирусного действия белка против ротавирусов, для которых клеточными рецепторами являются углеводные остатки, отличающиеся по составу от гликозаминогликанов, было показано взаимодействие лактоферрина с белками оболочки вируса гепатита. Последним моментом в развитии антивирусной активности белка является ингибирование вирусной репликации уже после попадания вируса в клетку. Такое непрямое противовирусное влияние осуществляется за счет регуляции синтеза натуральных киллеров, гранулоцитов и макрофагов -– клеток, которые играют решающую роль на ранних стадиях развития вирусной инфекции. Методами ПЦР в реальном времени и при помощи ДНК-микрочипов показано повышение экспрессии гена лактоферрина при тяжёлом остром респираторном синдроме (SARS).

### Антигрибковая активность
Показано, что лактоферрин и лактоферрицин ингибируют in vitro рост Trichophyton mentagrophytes, который вызывает ряд кожных заболеваний, например, стригущий лишай. Лактоферрин обладает активностью против Candida albicans—симбионтов, образующих колонии в слизистой оболочке ротовой полости здоровых людей. Тем не менее, этот вид является основным грибковым патогеном у людей с оппортунистическими инфекциями ротовой полости и организма в целом, а также у иммунодефицитных больных. Долгое время в качестве основного антигрибкового препарата против Candida albicans, использовали флюконазол, что привело к появлению штаммов, устойчивых к воздействию этого лекарства. Было показано, что лактоферрин в комплексе с флюконазолом обладает антигрибковой активностью против флюконазол-устойчивых штаммов Candida albicans, также других видов Candida: C. glabrata, C. krusei, C. parapsilosis и C. tropicalis. Антигрибковую активность наблюдают только в случае последовательной инкубации клеток Candida с лактоферрином, а потом с флюконазолом, но не наоборот. Лактоферрицин обладает антигрибковой активностью, превосходящей активность самого лактоферрина, в составе лактоферрицина изучали два пептида, содержащие 1-11 и 17-26 аминокислотные остатки лактоферрина. Синтетически синтезированный пептид 1-11 обладает гораздо большей активностью против Candida albicans, чем нативный ЛФ. Кроме того, показано, что пептид, содержащий 4-11 аминокислотные остатки, не вызывает гибели клеток Candida, что указывает на важность 1-4 аминокислот белка в проявления антигрибковой активности. Исследования синтетического пептида 17-26 показали, что он стимулирует образование гидроксильных радикалов мышиными нейтрофилами и в комбинации с антигрибковым препаратом амфотерицином В защищает животных от летальных для них инфекций Candida albicans и Aspergillus fumigatus в гораздо большей степени, чем амфотерицин В один, причем in vitro антигрибковая активность пептида была в 10 раз ниже, чем активность амфотерицина В.
Оральное введение лактоферрина через питьевую воду мышам с ослабленным иммунитетом и симптомами стоматита приводило к значительному уменьшению числа Candida albicans в ротовой полости и размеров повреждения языка. Показано, что оральное введение лактоферрина уменьшает количество патогенных организмов в тканях, близких к желудочно-кишечному тракту у нескольких моделей инфицированных животных. Более того, ВИЧ-инфицированные больные с Candida albicans, устойчивые к антигрибковым препаратам, полностью избавлялись от грибковой инфекции после введения смеси, содержащей лактоферрин, лизоцим и интроаконазол.
В отличие от антивирусного и антибактериального действия лактоферрина, очень мало известно о противогрибковом механизме действия белка. Показано, что антигрибковая активность лактоферрина обеспечивается разрушением клеточной стенки и связыванием белка с плазматической мембраной C. albicans. Действие лактоферрина на C. albicans in vitro приводит к изменению мембранного потенциала и закислению цитоплазмы клеток Candida, что говорит о прямом или косвенном взаимодействии лактоферрина с плазматической мембраной.
Поскольку лактоферрин позволяет минимизировать концентрации лекарств, при которых происходит эффективное лечение грибковых инфекций, возможно его использование совместно с противогрибковыми препаратами в терапии заболеваний, вызываемых штаммами с лекарственной устойчивостью. Синергическое действие лактоферрина с антибиотиками, антигрибковыми и антибактериальными препаратами против патогенных микроорганизмов может быть очень эффективным. Кроме того, использование лактоферрина, который является одним из факторов неспецифической защиты в слюне, позволяет уменьшить распространение флюконазол-устойчивых видов Candida среди людей с ослабленной иммунной системой, в частности среди больных СПИДом.

### Взаимодействие с нуклеиновыми кислотами
Взаимодействие белков c ДНК является объектом многочисленных исследований, направленных на рассмотрение механизмов, контролирующих экспрессию генов. Одним из важных свойств лактоферрина считают его способность связывать нуклеиновые кислоты. Обнаружено, что фракция белка, выделенного  из  молока, содержит 3.3 % РНК, кроме того, при взаимодействии с одноцепочечной и двуцепочечной ДНК белок предпочтительнее связывает двуцепочечную ДНК. Взаимодействие лактоферрина с ДНК частично ингибировалось добавлением антител к ДНК, полученных из плазмы крови больных системной красной волчанкой.
Способность лактоферрина связывать ДНК активно используют для выделения и очистки белка с помощью аффинной хроматографии на колонках с иммобилизованными ДНК-содержащими сорбентами. Была предложена методика выделения лактоферрина из молочной плазмы на агарозе с иммобилизованной одноцепочечной ДНК. При выделении белка из мочи новорожденных на этом сорбенте было обнаружено, что при прохождении через желудочно-кишечный тракт кроме неповрежденного лактоферрина (78 кДа) образуются два фрагмента 51 и 39 кДа, которые также связывают ДНК.

### Ферментативные активности лактоферрина
Лактоферрин гидролизует РНК и проявляет свойства пиримидин-специфических секреторных рибонуклеаз.
Сравнительный анализ данных рентгеноструктурного анализа лактоферрина и комплекса РНКазы А с аналогом субстрата 2’-5’ CpG в совокупности с анализом гомологии первичной последовательности этих двух белков показал наличие в молекуле лакоферрина структурных мотивов, подобных активному центру белков суперсемейства РНКазы А. Используя метод молекулярного моделирования, был проведен анализ топографии потенциального активного центра лактоферрина по аналогии с таковым для РНКазы А. Кандидатами на роль ключевых аминокислотных остатков РНК-гидролизующего центра лактоферрина являются остатки аминокислот His-91, His-246 и Lys-237, которые находятся в оптимальной для катализа ориентации к другим ближайшим остаткам в возможном активном центре. Субстрат-связывающий участок образуют Asp-244, Lys-241 и Thr-90. Таким образом, потенциальный РНКазный центр лактоферрина расположен в междоменной области белка.
Способность лактоферрина гидролизовать РНК открывает ещё один аспект функций белка в организме, так как показано, что РНКазы молока путём разрушения РНК-генома ингибируют обратную транскрипцию ретровирусов, вызывающих рак молочной железы у мышей. Было показано, что у женщин группы Парси в Западной Индии уровень РНКаз молока заметно ниже такового в остальных группах, а частота заболеваемости раком молочной железы превышает в три раза среднестатистическую заболеваемость. Таким образом, можно предположить, что РНКазы молока и лактоферрин в частности играют важную роль в патогенезе заболеваний, вызываемых различными ретровирусами.
Также было показано, что изоформы лактоферрина обладают нуклеазными и фосфатазными активностями. Гидролиз олигодезоксирибонуклеотидов лактоферрином протекал значительно медленнее, чем высокомолекулярных ДНК-субстратов. Исследуемая фракция белка не содержала ионов железа. Оптимальное значение pH реакционной смеси при гидролизе ДНК оценено близким 7.0-7.5. Эта величина значительно превышает значение рН оптимума других известных ДНКаз (5.0-5.5 у ДНКазы II крови человека). Кроме того по таким свойствам, как активация каталитической функции низкомолекулярными эффекторами и ионами металлов, лактоферрин существенно отличается от других ферментов с ДНКазной активностью.
Была показана нуклеотид-гидролизующая активность препаратов лактоферрина. Лактоферрину, помимо АТРазной активности, принадлежит активность, отщепляющая фосфатную группу от любых рибо- и дезоксирибонуклеозид- моно-, ди- и трифосфатов. Лактоферрин обладает свойствами неспецифической нуклеозид-5’-моно-, ди- и трифосфатфосфатазы, которую назвали нуклеотидфосфатазой. При этом скорости дефосфорилирования нуклеотидов ниже, чем для классических АТРаз и нуклеозидаз, но сравнимы с таковыми или даже выше, чем для других широко распространенных ферментов, типа эндонуклеаз рестрикции. Показано, что АТР-гидролизующая активность является железонезависимым свойством белка, а конформационные перестройки, вызванные координацией ионов железа, не влияют на АТРазный центр молекулы.
Показано, что не разделенные на изоформы препараты лактоферрина разных доноров гидролизовали только 4,6-этилиден(G7)-п-нитрофенил-(G1)-a,D-мальтогептаозид, но не другие олигосахариды с иными связями между моносахаридными остатками (целлобиоза, лактоза, сахароза). Препараты лактоферрина катализировали гидролиз мальтогептаозида с Km = (2.0±0.9) мМ. В целом эта величина Km для мальтогептаозида сопоставима или даже выше, чем таковые для α-амилазы (0.2-5 мМ) и каталитически активных антител молока и крови больных аутоиммунными заболеваниями (~ 10−4 М).

## Гены лактоферрина
Изучено 60 последовательностей генов лактоферрина 11 видов млекопитающих.
У большинства видов, стоп-кодоном является TAA, и TGA у Mus musculus. Кодирующая часть из-за делеций, инсерций, а также мутаций стоп-кодонов значительно отличается и имеет длину от 2,055 до 2,190 пар нуклеотидов. Полиморфизм генов между видами существенно превышает внутривидовой полиморфизм лактоферрина. Обнаружены отличия в аминокислотных последовательностях: 8 у Homo sapiens, 6 у Mus musculus, 6 у Capra hircus, 10 у Bos taurus, и 20 в случае Sus scrofa. Такой разброс может свидетельствовать о функциональных отличиях лактоферринов разных видов.
У человека ген лактоферрина LTF располагается на третьей хромосоме, в локусе 3q21-q23.
У быка кодирующая последовательность состоит из 17 экзонов и имеет длину около 34,5 тысяч пар нуклеотидов. Экзоны гена лактоферрина быка имеют сходный размер с экзонами других генов семейства трансферринов, в то время как размеры интронов внутри семейства отличаются. Эволюционное сходство размеров экзонов и их распределения в доменах белковой молекулы указывает на то, что ген лактоферрина произошёл путём дупликации. Последовательность промотороного участка гена лактоферрина быка не имеет некоторых участков связывания энхансеров транскрипции по сравнению с соответствующии последовательностями гена лактоферрина человека и мыши, что объясняет относительно низкую экспрессию гена лактоферрина у быка.
Изучение полиморфизма генов, кодирующих лактоферрин, может способствовать выведению пород сельскохозяйственных животных, устойчивых к маститу а также для создания лекарственных препаратов на основе белка. Институтом биологии гена РАН в 2007 году был создан рекомбинантный лактоферрин неолактоферрин.

## Рецептор лактоферрина
Рецептор лактоферрина играет важную роль в процессе интернализации лактоферрина и облегчает абсорбцию ионов железа, связанных с лактоферрином. Методом количественной ПЦР было показано повышение экспрессии рецептора лактоферрина с возрастом в двенадцатиперстной кишке и снижение экспрессии в тощей кишке.